# Дворянський Умис
Дворя́нський Уми́с (рос. Дворянский Умыс, ерз. Дворянский Умыс) — село у складі Кочкуровського району Мордовії, Росія. Входить до складу Красномайського сільського поселення.

## Населення
Населення — 3 особи (2010; 7 у 2002).
Національний склад (станом на 2002 рік):
- росіяни — 71 %
- ерзяни — 29 %